# Стефан Гертманс
Стефан Гертманс (1951, Гент, Бельгія) — фламандський бельгійський письменник. Очолював навчальний центр в Університетському коледжі Гента, а також працював дослідником у Гентському університеті. У 2002 отримав премію Фердинанда Бордевіка за роман «Als op de eerste dag».

## Праці
Гертманс опублікував шість романів, дві колекції історій, шість книжок і дванадцять збірок поезії.
- «Gestolde Wolken» («Гестольд Волькен») (Frozen Clouds, 1986), виграла премію «Hertmans Multatuli» Амстердама.
- Його том віршів «Безокінген» («Візитації», 1988 р.) отримав «Arch-prize of the Free Word» («архівну премію вільного слова») і трирічну премію фламандських провінцій.
- Заголовна історія «De grenzen van woestijnen» («Межі пустель», 1988) була перекладена англійською мовою і опублікована в «Огляді сучасної фантастики» (літо 1994); Британський автор Руперт Томсон взяв девіз для свого роману «The book of Revelation» («Книга Одкровення») з цієї історії.
- У 1994 кайзер Брюсселя дав перше місце Гертмансу за п'єсу «Kopnaad» (1990); постановкою керував Ян Рицема. Ця п'єса була поставлена для театрального фестивалю 1995 року, а потім у різних містах Фландрії та Голландії. Видавництво «Fischer Verlag Frankfurt» опублікувало німецький варіант, який прозвучав на Берлінському радіо в 1997.
- «To Merelbeke» («Для Мерелбеке») (1994) роман, написаний як іронічна «автобіографічна брехня» про фламандську молодь, отримав високу оцінку і був висунутий на премію «Лібрис» та премію ECI. Німецький переклад був опублікований в 1996 (Амсельбах, Кіпенхойер Верлаг, Лейпциг).
- «Muziek voor de overtocht» («Музика для перехрестя») (1994), п'ять довгих віршів про ПауляХіндеміта, Поля Валері, Поля Сезана, Васлава Ніжинського та Воллеса Стівенса, отримали бельгійську державну премію за поезію 1995.
- «Steden — verhalen onderweg» (1998), роман у автобіографічному ключі, розповідає про враження Гертмана про європейські міста, такі як Дрезден, Тюбінген, Трієст, Братислава та Марсель. Книга була номінована на «Generale Bank-prijs» (колишній і пізніше АКО). «Reaktion Books» (Лондон) опублікував переклад цієї книги в 2001 під назвою «Intercities». У 2003 «Le Castor Astral» опублікував французький переклад («Entre Ville»); п'єса виграла премію «Prix La Ville à Lire» (Франція).
- «Goya als Hond» («Гойя Альс Хонд»), збірка поезії, була удостоєна премії «Maurice Gilliams Prize 2002». Один із віршів отримав премію «за кращий вірш 1999 року».
- Роман ‘As on the first day’ («Як в перший день») («Als op de eerste dag») (2001), був номінований на премію АКО, і був нагороджений премією «Фердинанд Бордевейк» Фонду Яна Камперта. Цей роман був опублікований французькою мовою як «Comme au premier jour» Крістіаном Бургуасом, Париж, 2003.
- У 2000 Гертманс написав філософську рефлексію про непристойність у сучасній уяві, під назвою «Het Bedenkelijke». Видавці випустили твір як частину серії, з книгами Петера Слотердайка, Жака Дерріда, Славоя Жижека.

Гертманс написав другий театральний спектакль «За брюссельський кайтайатер» про нав'язливу владу жінок у грецьких трагедіях (Антігона, Клайтемнестра, Медея). Восени 2001 поставив п'єсу «Toneelgroep Amsterdam» з Жераром-Ян Рейндерсом. («Mind the Gap», Меленгоф, 2000).
- Його збірка есе для театру, «Het zwijgen van de tragedie» («Тиша трагедії», 2007), виграла «Five Year Prize» («п'ятирічну премію») Королівської академії голландської лінгвістики та літератури (KANTL). Іспанський переклад «El Silencio de la Tragedia» вийшов у видавництві Pre-Textos у 2009.

### Інші роботи

Роман «Війна і терпентина» в українському перекладі. Видавництво «Основи», 2019

- «Borders of Deserts» («Межі пустель»), оповідання в жанрі сучасної фантастики, літо 1994, Іллінойс, США.
- «The Tail of the Magpie» («Хвіст Сороки»), коротка історія, і вибрані вірші у літературному огляді, 1997, Медісон, США.
- «Poems in Modern Poetry» («Вірші сучасної поезії») в перекладі, вибрані двадцять віршів, перекладені Тео Германсом, Яном Лавлоком, Лондон, зима 1997
- «Marsyas» («Марсіяс»), Ґранд-стріт 70, весна 2002, Нью-Йорк
- «Poems in New European Poets» («Вірші нових європейських поетів»), ред. Вейна Міллера і Кевіна Пруфера, Ґрайвольф, Міннесота, 2008
- «Anne Marie Musschoot», сміливість критичного інтелекту, есе з витягами та віршами, у Нижніх країнах, мистецтві та суспільстві у Фландрії та Нідерландах, Щорічник 1997-1998, с. 178—186.
- Роман «Війна і терпентина» вийшов друком англійською у 2013, видання The Guardian напророкувало йому стати класикою літератури. Згодом книга з'явилася у перекладі українською у видавництві «Основи» (2019).

## Нагороди
- 1989 — Arkprijs van het Vrije Woord за книгу «Bezoekingen»
- 1995 — Belgian State Prize for Poetry за книгу «Muziek voor de Overtocht»
- 2002 — Ferdinand Bordewijk Prijs за книгу «Als op de eerste dag»
- 2014 — AKO Literatuurprijs за книгу «Oorlog en terpentijn».[6]